# Лыкготаяха
Лыкготаяха (устар. Лыкгота-Яха) — река в России, протекает по Ямало-Ненецкому АО. Устье реки находится в 144 км по левому берегу реки Ягенетта. Длина реки составляет 20 км.

## Данные водного реестра
По данным государственного водного реестра России относится к Нижнеобскому бассейновому округу, водохозяйственный участок реки — Пур. Речной бассейн реки — Пур.
Код объекта в государственном водном реестре — 15040000112115300059194.